# デイリー・ニューズ (イギリス)

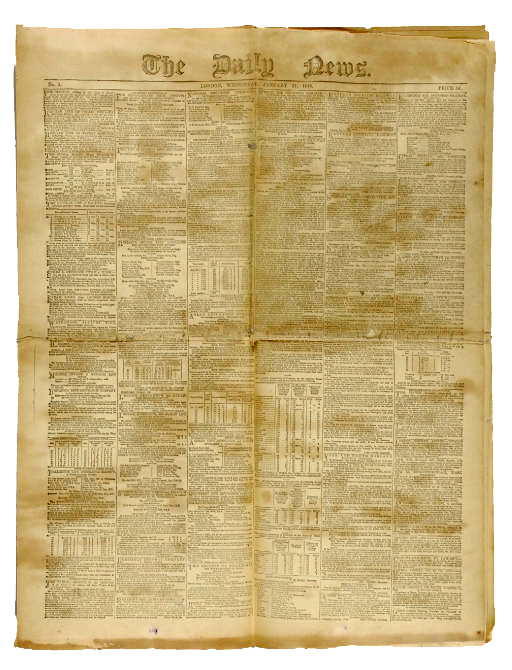
1858年の紙面

『デイリー・ニューズ』(The Daily News) は、かつて発行されていたイギリスの新聞、日刊全国紙。『ロンドン・デイリー・ニューズ』(London Daily News) とも称される。
『ニューズ』紙は、1846年1月21日にチャールズ・ディケンズによって創刊され、初代編集長もディケンズが務めた。この新聞は、右寄りの立場を取っていた『モーニング・クロニクル』(Morning Chronicle) に対抗し、当時の「革新派」（18世紀末から19世紀における意味での Radicalism）の立場に立つものとして構想された。当初は商業的にうまく行かず、創刊から17号まで編集長だったディケンズは、ジャーナリズムの経験がより豊富であった友人ジョン・フォスター (John Forster) にその座を譲った。フォスターはその後1870年まで永く編集長を務めた。
1930年に『デイリー・クロニクル』と合併し、『ニュース・クロニクル』(News Chronicle) となった。同紙の最盛期には、チャールズ・マッケイ (Charles Mackay)、ハリエット・マーティノー (Harriet Martineau)、ジョージ・バーナード・ショー、H・G・ウェルズ、ギルバート・ケイス・チェスタートンら、名だたる改革派の作家たちが同紙に寄稿していた。1870年には『モーニング・スター』(Morning Star) を吸収合併した。
1901年、クエーカーで、チョコレート製造業で成功していたジョージ・キャドバリーが『ニューズ』紙を買い取り、同紙を、高齢年金生活者のために論陣を張り、搾取工場（スウェットショップ）労働(sweatshop labour)に反対する手段として利用した。キャドバリーは平和主義者として（第二次）ボーア戦争に反対しており、『ニューズ』紙もその立場に倣った。
1906年、『ニューズ』紙はクイーンズ・ホール (Queen's Hall) を会場に、搾取工場労働についての展覧会を開催した。この展覧会は、女性参政権運動を強める効果をもたらしたとされている。1909年、『ニューズ』紙は（ハンガー・ストライキを行う女性参政権活動家への）強制給餌 (force-feeding) を非難すべきではないという立場をとったときには、H・N・ブレイルズフォード (H. N. Brailsford) とH・W・ネヴィンソン (H. W. Nevinson) が同紙を去った。
1912年、『ニューズ』紙は『モーニング・リーダー』(Morning Leader) と合併し、しばらくの間『デイリー・ニューズ・アンド・リーダー』(Daily News and Leader) という紙名になった。1928年には『ウエストミンスター・ガゼット』(Westminster Gazette)と合併し、1930年にはさらに『デイリー・クロニクル』と合併して、中道左派の新聞『ニューズ・クロニクル』 (News Chronicle) が成立した。
1911年から1930年まで会長を務めたエドワード・キャドバリーは、ジョージ・キャドバリーの長男である。

## 歴代編集長
- 1846年 - チャールズ・ディケンズ
- 1846年 - John Forster
- 1847年 - Eyre Evans Crowe
- 1851年 - Frederick Knight Hunt
- 1854年 - William Weir
- 1858年 - Thomas Walker
- 1869年 - Edward Dicey
- 1869年 - Frank Harrison Hill
- 1886年 - John Robinson (journalist)|John Robinson
- 1896年 - Edward Tyas Cook
- 1901年 - Rudolph Chambers Lehmann
- 1902年 - Alfred George Gardiner
- 1920年 - Stuart Hodgson